# Papaboy
Papaboy è un neologismo usato per indicare il giovane che partecipa alle manifestazioni cattoliche alle quali presenzia il Papa, in particolar modo le Giornate mondiali della Gioventù.
Il termine è stato coniato dai media italiani, nell'estate del 2000, in occasione della Giornata Mondiale della Gioventù di Roma per chiamare collettivamente l'elevato numero di pellegrini accorsi all'appuntamento che dimostravano un particolare attaccamento alla figura di papa Wojtyła.
In seguito il termine si è esteso per indicare i pellegrini partecipanti non solo alle successive GMG internazionali, ma anche i giovani presenti in piazza San Pietro in occasione della morte di Giovanni Paolo II e, in generale, i partecipanti delle manifestazioni religiose cattoliche presenziate dal Papa, tra cui l'Agorà dei giovani italiani.
Il termine viene normalmente utilizzato con accezione negativa o sarcastica sebbene con alcune eccezioni. Non viene utilizzato né dalla Pastorale Giovanile Nazionale italiana, né dall'Osservatore Romano, né dai media vicini alle posizioni della Conferenza Episcopale Italiana (Avvenire e TV2000), né dalla gran parte dei giornali di orientamento cattolico.